# Siegfried Kiesskalt
Siegfried Kiesskalt (* 5. Oktober 1897 in Nürnberg; † 13. September 1977) war ein deutscher Verfahrenstechniker.

## Leben und Werk
Kiesskalt studierte Maschinenbau an der TH München, an der er 1922 sein Diplom ablegte. Es folgte eine Anstellung als Ingenieur bei MAN und Leistritz in Nürnberg. Im Jahre 1924 ging er an die TH Karlsruhe als Assistent am Maschinenlaboratorium und promovierte 1926. Nach einer fast 20-jährigen industriellen Tätigkeit, zunächst für kurze Zeit bei der Deutschen Shell, später bei Hoechst und einer fünfjährigen Selbständigkeit als Inhaber eines Ingenieurbüros bekam er 1951 einen Lehrauftrag an der TH Braunschweig. Im Jahre 1957 nahm er einen Ruf an die RWTH Aachen an und baute das Institut für Verfahrenstechnik auf.
Kiesskalt war Mitglied in zahlreichen wissenschaftlich-technischen Vereinigungen und u. a. Vorsitzender des Wissenschaftlichen Rates der Arbeitsgemeinschaft Industrielle Forschung (AIF). Von 1933 bis 1937 war er Vorstandsmitglied des Vereins Deutscher Ingenieure (VDI). Kiesskalt prägte neben Emil Kirschbaum die Entwicklung der Verfahrenstechnik in Deutschland nachhaltig mit und erhielt zahlreiche Preise und Auszeichnungen. Unter anderem wurden ihm die DECHEMA-Medaille sowie der VDI-Ehrenring in Gold verliehen. Kiesskalt gehört zu den ersten, die mit dem VDI-Ehrenring ausgezeichnet wurden.